# Tinekesfeesten
De Tinekesfeesten in het Vlaamse dorp Heule zijn jaarlijkse volksfeesten, in het dorp Heule bij Kortrijk. De feesten verwijzen naar het gedicht en lied "Tineken van Heule" van de dichter René De Clercq (1877-1932), op muziek gezet door Emiel Hullebroeck (1878-1965). De 850ste verjaardag van Heule en de septemberfeesten van 1963 gaven de impuls tot de feesten. Hoogtepunt is de jaarlijkse verkiezing van een Tineke van Heule.

## Oorsprong
De West-Vlaamse dichter René De Clercq maakte Heule bekend als 'De Tinekesgemeente'. In "Echo's", de tweede dichtbundel van René De Clercq (1907) bezingt de dan bijna 23-jarige De Clercq het eenvoudige landelijke leven van zijn geboortestreek. Tussen die poëziestukjes door gaat hij weleens de amoureuze toer op. Met een overmoed die kenmerkend is voor jonge romantische dichters, durft hij thema's als vergankelijke, eeuwige en onbeantwoorde liefde aan. Het gedicht "Tineken van Heule" is er een van.

### Het gedicht
Tineke van Heule, ons maartje,
Kan werken gelijk een paardje,
Kan melken, kan mesten,
Kan schuren gelijk de besten.
Tineke van Heule, ons maartje,
Staat hoog in de gunst van mijn vaartje,
En als moederken haar prijst,
Dat mijn zuster er om krijst,
Dan lach ik een beetj' in mijn baardje.
Liever dan een vis die in een goudzee zwemt,
Liever dan een vogel die geen sparen kent
Liever dan een freule, Tineke van Heule,
Tineke, ons maartjen in haar hemd ! (bis)
Tineke heeft geld noch goedje,
Noch landeke, noch pandeke, noch koetje,
Noch huisje, noch kruisje,
Noch een lappeke voor op mijn buisje.
Tineke heeft geld noch goedje,
Maar een hemel is haar lachen en haar groetje,
Als zij trippelt naar de bron,
Met haar emmer in de zon,
En haar klompeken vast aan haar voetje.
Tineke van Heule, mijn minneken,
Op u staat mijn zoetste zinneken,
U lust ik, u kust' ik,
Op uw harteken bouw en rust ik.
Tineke van Heule, mijn minneken,
Mijn poezelig dubbel kinneken,
Leg uw handeke in de mijn
En een bruiloft zal het zijn
Van een boer en een schoon boerinneken.

### Het liedje
In Tineken van Heule verklaart René De Clercq zijn liefde aan een boerinneke dat niets bezit. Materiële welvaart speelt geen enkele rol bij de liefdesrelatie. De Clercq brengt ode aan het eenvoudige, landelijke volksmeisje dat zelfs echte freules doet verbleken. Het liedje was een parodie op het meisje, Valentineke Ottevaere, waar René De Clercq toen verliefd op was. Valentine was een freule van goede afkomst die van het boerenleven evenveel afwist als een koe van fietsen en was dus het tegenovergestelde van Tineken van Heule. Valentine was van Deerlijk en niet van Heule. Vanwaar dan Tineken van Heule? Liever dan een freule... Tineken van...: hier heeft zo goed als zeker de dichterlijke vrijheid samen met de rijmplicht het passende woordje ingevuld → Deerlijk had hier niet geklonken. Waarmee meteen duidelijk wordt dat de Heulenaars hun Tineke eigenlijk aan puur toeval te danken hebben.René De Clercq had het gedicht nog niet gepubliceerd toen hij het handschrift aan zijn goede vriend Emiel Hullebroeck gaf. Hullebroeck zag de kwaliteiten van het gedicht meteen zitten en componeerde er een luchtig wijsje bij. Het liedje Tineke van Heule werd een succes.

## Septemberfeesten
Op de Statiehoek in Heule ligt de hoeve Holvoet, ook het hof van Heule of de Heerlijkheid van Heule genoemd. In het feodaal tijdperk hing deze hoeve van de graaf van Vlaanderen af. De oudste vermelding van de naam Heule dateert van 14 oktober 1111, de datum waarop een zekere Zeger van Heule tot zielelafenis van zijn vrouw Hazeke een stuk grond aan de kerk van Harelbeke schonk. In de vroege jaren zestig deed men in Heule pogingen om de septemberfeesten in een nieuw kleedje te stoppen. Ze organiseerden catchwedstrijden, ezelskoersen en felomstreden wielerwedstrijden voor 'damen' (sic). De 850ste verjaardag was de geschikte aanleiding voor de vernieuwing. Van 7 tot 10 september 1963 hadden er op de Heerlijkheid van Heule tal van openluchtfestivaliteiten plaats. De openluchtopvoering van Ralph Benatzky's operetten 'In het Witte Paard' door het Kortrijks Lyrisch Toneel waren daarbij een hoogtepunt. De nieuwe feestformule was een succes en de start van een nieuwe traditie.

## Tinekesfeesten

### Proeven
Rosa Lapere bedacht eind 1963 het idee om tijdens de septemberfeesten een 'Tineke van Heule' te kiezen. De jury wilde niet zomaar een ‘Miss Heule’. Tineke van Heule moest meer in haar mars hebben dan de eerste de beste schoonheidsprinses. De jury beoordeelde de kandidates op:
- ongehuwde meisjes tussen 16 en 24 jaar
- kledingrichtlijnen:
  - donkere halflange rok
  - eenvoudige bloes (kleur naar wens)
  - blauwe binderschort
  - klompen
  - halsdoek
  - haartooi naar eigen keuze
- verschillende proeven ondergaan:
  - hun spreekvaardigheid
  - hun voorkomen
  - algemene kennis
  - hand-, taal- en zangvaardigheid

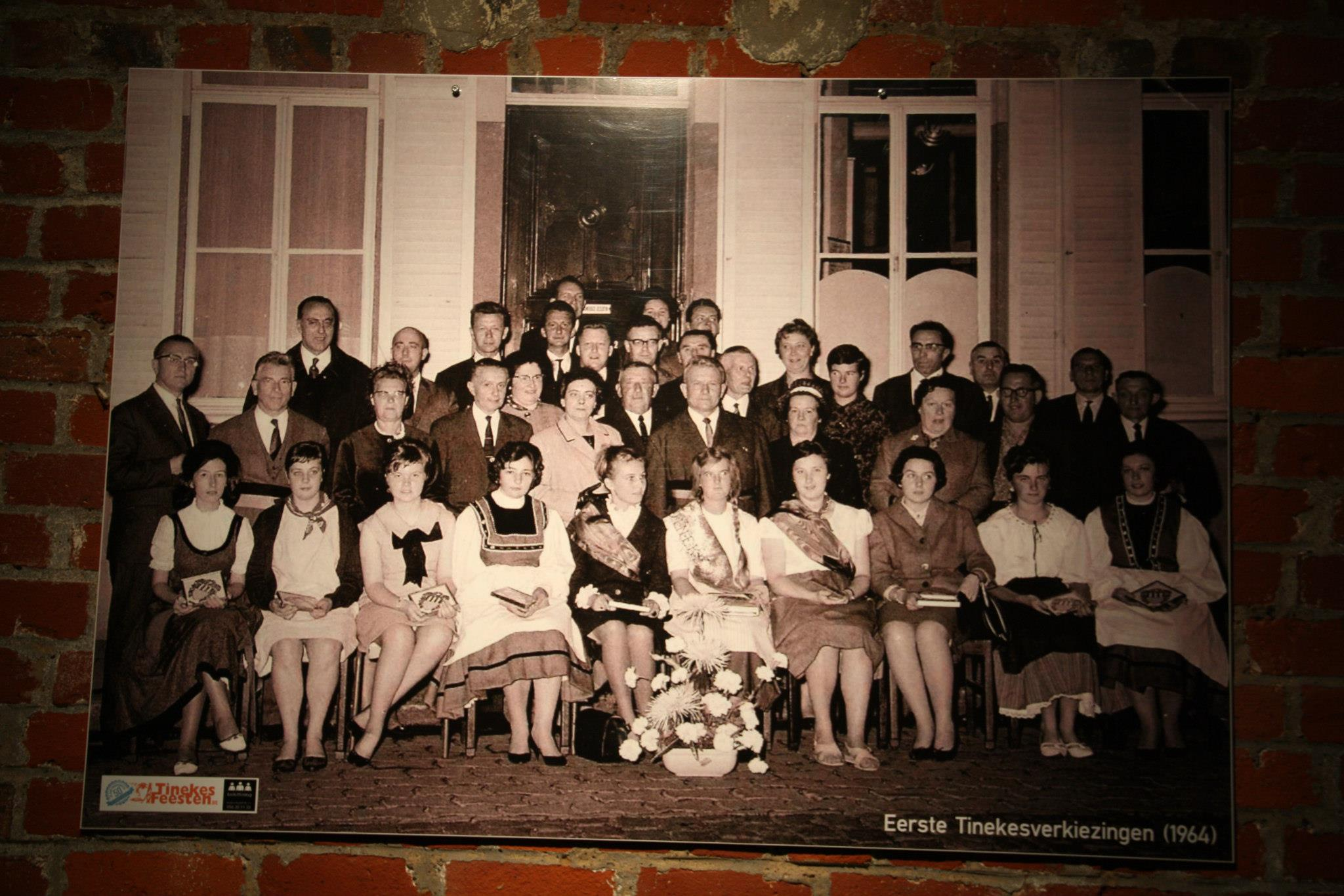
Eerste Tinekesverkiezingen (1964)

De proeven dienden voor de sfeer en konden bij exaequo's een rol spelen. Leo Logie was verantwoordelijk voor de proeven. Het gekozen Tineke was de ambassadrice van Heule en kregen de toelating om naar culturele manifestaties te gaan. De eerste Tineke van Heule was Bernadette Seynaeve met Ginette Wullaert en Marie-Rose Coussement als eerste en tweede eredame. De volgende dag werd ze ontvangen en aangesteld op het gemeentehuis en mocht zij het Guldenboek van Heule tekenen. In 1965 ondertekende Christiane Declerq als tweede Tineke van Heule voor het eerst de oorkonde. Vanaf het eerste jaar in 1964 was er ruime belangstelling voor de feesten. In de grote feesttent op de Heerlijkheid van Heule waren er bierfeesten met meerdere orkesten. Tweeduizend mensen verdrongen zich om een glimp van de meisjes op te vangen. De Vlaamse televisie maakte een reportage over de verkiezing.

### De stoet
Hiervoor werd een gemeentelijk plan uitgewerkt. De folkloristische moest het hoogtepunt worden. De wijken waren op de vergadering goed vertegenwoordigd en het gemeentebestuur beloofde een (flinke) financiële steun. Iedere wijk had een feestcomité en elk comité kreeg een thema uit het liedje Tineke van Heule. Voor de wijk Statiehoek was dat ‘werken gelijk een paardje’. Iedere wijk hoorde een kandidate te kiezen en een wagen te maken volgens thema. De wagens reden in de stoet volgens de volgorde van het liedje. Op zaterdag 11 september 1965 om 16 uur ging de stoet een eerste maal uit. Eén rondgang duurde ongeveer drie uur en de aankomst was voorzien op het feeëriek verlichte domein van de “Heerlijkheid van Heule”. Zowel op zaterdag als op zondag trok de stoet (11 praalwagens: 10 wijken en 1 met Tineke van 1964) door bijna alle straten, een traject van circa 20 kilometer. Op 10 september 1966 trok de tweede Tinekesstoet door Heule, een derde zou niet meer volgen.

## Huidig programma
De feesten gaan door het weekend van de tweede zondag van september:
Donderdag
Opening.
Opening KNOF-look tentoonstelling.
Vrijdag
Avond- en rommelmarkt, presentatie kandidates, zingen van het Tinekeslied, actuaproef en feest.
Zaterdag
Dorpsmaaltijd, kindernamiddag en dorpsanimatie, praktische proeven, verkiezingsavond en feest in de Tent.
Zondag
Wielerwedstrijd, kookproef, bekendmaking Tineke van Heule, optredens en kroegentocht.
Maandag
Het nieuwe Tineke deelt koffie en taart uit in OC De Vonke voor de derde jeugd.
3de zaterdag van september
Officiële aanstelling van Tineke en haar eredames, met vuurwerk als afsluiter.